# Nie do Poznania
Nie do Poznania – drugi bootlegowy singel zespołu Abaddon. Nagrania stanowią fragment koncertu z Poznania z 24 lutego 1985.

## Lista utworów
1. Intro/ Przemoc i siła
2. Zostań bohaterem
3. Abaddon
4. Apartheid
5. System
6. Żołnierz

## Muzycy
- Waldek "Kiki" Jędyczowski – wokal
- Bernard "Benek" Szarafiński – gitara
- Tomasz "Lutek" Frost – gitara basowa
- Tomasz "Perełka" Dorn – perkusja